# Nagórze (Neder-Silezië)
Nagórze (Duits: Neundorf-Liebenthal) is een dorp in het Poolse woiwodschap Neder-Silezië, in het district Lwówecki. De plaats maakt deel uit van de gemeente Lwówek Śląski.
In de periode van 1975 tot aan de grote bestuurlijke herindeling van Polen in 1998 viel het dorp bestuurlijk onder woiwodschap Jelenia Góra, vanaf 1998 valt het onder woiwodschap Neder-Silezië, Powiat (district) Lwówecki.

## Demografische ontwikkeling
Het grootste inwonertal van Nagórze werd bereikt in 1840. Sindsdien zijn de aantallen sterk gedaald. Volgens de laatste telling in 2011 had Nagórze  slechts 45 inwoners en is daarmee het kleinste dorp van de gemeente Lwówek Śląski. 
bevolkingsgrafiek van Nagórze vanaf 1786 tot 2011: